# Vapnearka, Odesa
Vapnearka (în ucraineană Вапнярка) este un sat în comunei Fontanka din raionul Odesa, regiunea Odesa, Ucraina.

## Demografie
Componența lingvistică a localității Vapnearka
     Ucraineană (67,58%)
     Rusă (29,82%)
     Alte limbi (1,51%)
Conform recensământului din 2001, majoritatea populației localității Vapnearka era vorbitoare de ucraineană (67,58%), existând în minoritate și vorbitori de rusă (29,82%) și armeană (1,09%).